# Goudswaard
Goudswaard est un village qui fait partie de la commune de Hoeksche Waard dans la province néerlandaise de Hollande-Méridionale. Le 1er janvier 2003, le village comptait 2 125 habitants.
Goudswaard a été une commune indépendante jusqu'au 1er janvier 1984. Elle a fusionné avec Piershil, Zuid-Beijerland et Nieuw-Beijerland pour former la nouvelle commune de Korendijk.